# Конституція Сан-Марино
Конституція Сан-Марино — основний закон Сан-Марино, найстаріший серед чинних писемних конституцій суверенних держав у світі. Конституція розпорошена у багатьох законодавчих актах, найважливішими з яких виступають Статути 1600 року та Декларація прав громадян 1974 року з поправками від 2002 року. Конституційна система Сан-Марино зазнала впливу Corpus Juris Civilis та Римського звичаєвого права.

## Статути 1600 року
Теперішня правова система Сан-Марино бере свій початок з 8 жовтня 1600 року. Цього дня уряд (Велика генеральна рада) надав зобов'язуючого характеру збірці Статутів щодо інституцій, урядування та правосуддя в Сан-Марино, автором якої був Камілло Бонеллі. Збірка була написана латинською мовою і складалась з шести книг. Оригінальна назва збірки Статутів — Statuta Decreta ac Ordinamenta Illustris Reipublicae ac Perpetuae Libertatis Terrae Sancti Marini. Оригінал документу було надруковано у Ріміні, а у 1634 році передруковано у Форлі.
Нова система була оновленням Statuti Comunali (Статуту Міста), який використовувався в Сан-Марино приблизно з 1300 року. Деякі з наразі існуючих інституцій, наприклад, Рада шістдесяти, залишилися ще з того періоду. Зараз всі чинні закони базуються на Статутах, тому їх можна вважати найстарішою конституцією існуючої нації.
У результаті проведеної конституційної реформи, 26 березня 1906 року рішенням очільників сімейств до нього було внесено зміни.

### Перша книга
Перша книга складається з 62 статей. Вона конституційна за характером та містить опис різноманітних рад Сан-Марино, судів, кількість адміністративних посад, включаючи Капітанів-регентів, та їх повноваження. Дві останні статті визначають порядок тлумачення, зміни та промульгації законів.

### Друга книга
Друга книга (Civilium Causarum) містить 75 статей. Перша половина книги містить положення щодо цивільного процесу, зокрема виклик свідків у суд, доказову базу, допит свідків та судові витрати. Друга половина книги стосується неповнолітніх, освіти, зарплати державних службовців та заповітів. Також у книзі є секція, яка заохочує вирішення спорів шляхом досягнення компромісу та секція, яка регулює зарплату юристів.

### Третя книга
Третя книга (Maleficioru) складається з 74 статей та стосується кримінального права. Тільки держава може підтримувати обвинувачення у кримінальних провадженнях. Закони встановлюють формулу, відповідно до якої покарання має бути пропорційним до тяжкості злочину та пом'якшуючих обставин. Особлива увага приділяється збереженню майна держави і церкви, а також запобіганню забруднення води.

### Четверта книга
Четверта книга (De Appellationibus) містить 15 статей. Книга роз'яснює порядок призначення суддів, встановлює класифікацію покарань, апеляцій та гарантій апелянта.

### П'ята книга
П'ята книга (Extraordinarium) складається з 46 статей, що стосуються ряду питань. Серед них продаж м'яса, охорона здоров'я, запаси води та дороги.

### Шоста книга
Шоста книга містить 42 статті та регулює компенсацію, зважування та культивацію рослин. Зокрема, відповідно до положень Шостої книги, глави сімей несуть відповідальність за дії своїх синів і слуг.

## Декларація прав громадян
12 липня 1974 року Капітани-регенти підписали Закон (59/1974), ухвалений Генеральною радою, який містив Декларацію прав громадян та фундаментальних принципів правового устрою Сан-Марино. Декларація починається запереченням війни. Вона містить роз'яснення, яким чином у Сан-Марино застосовується доктрина поділу влади і підтверджує народний суверенітет. Громадянам гарантуються широкі права, включаючи рівність, недоторканність, свободу та загальне виборче право.
Декларація містить 16 статей. Документ закріплює норми, які визнають у Сан-Марино міжнародне право (стаття 1), встановлюють державний суверенітет країни (стаття 2), закріплюють принцип поділу влади (стаття 3), проголошують принцип загального рівності перед законом (стаття 4), регулюють права і свободи громадянина (статті 5 і 6), пов'язані з дотриманням виборчого права (стаття 7), надають громадянам право на об'єднання в партії та профспілки (стаття 8), закріплюють за ними право на працю (стаття 9), регулюють питання з охорони сім'ї, материнства та дитинства (стаття 12), регулюють діяльність публічної адміністрації (стаття 14), закріплюють право на захист (стаття 15) і деякі інші положення. Стаття 16 встановлює порядок перегляду положень Декларації.
Джоррі Дуурсма описує закон 1974 року як основний закон Республіки.
У 2002 році у Декларацію внесено поправки з метою деталізації конституційного порядку формування уряду.